# Batalla de Villepion
La batalla de Villepion fue una batalla entre el XV Cuerpo del Ejército francés bajo el mando del general Chanzy y el I Cuerpo del Ejército bávaro durante la guerra franco-prusiana. Ocurrió en el distrito de Terminiers, entre Terminiers y Nozeville el 1 de diciembre de 1870, y terminó en una victoria francesa. Después de la batalla de Beaune-la-Rolande el 28 de noviembre de 1870, el Cuerpo en el centro del Ejército francés del Loira avanzó e hizo un giro hacia el este en dirección a Pithiviers. En la tarde del 1 de diciembre, una división de infantería y una división de caballería del XVI Cuerpo del Ejército francés se encontraron con el I Cuerpo Real del Ejército bávaro. La batalla comenzó en Terminiers y los distritos occidentales de la ciudad. Aunque todo el I Cuerpo intervino en la batalla, los bávaros mantuvieron la posición y el Cuerpo tuvo que retirarse hacia Villepion.
La lucha en Villepion duró hasta el anochecer. Bajo la protección de la oscuridad, los bávaros se retiraron y luego volvieron y se reunieron con otras unidades del grupo del ejército bajo Federico Francisco II de Mecklemburgo-Schwerin, gran duque de Mecklenburg-Schwerin, en Goury y Villeprivost (Loigny la Bataille). La retirada fue cubierta por una batería de artillería bajo el mando del capitán (posteriormente mariscal de campo) Leopoldo de Baviera, herido en la acción. Recibió la Orden Militar de Max Joseph por su conducta en la batalla, el mayor premio bávaro de valor en la cara del enemigo. Los bávaros perdieron a 42 oficiales y alrededor de 1 000 hombres, mientras que las pérdidas francesas no están documentadas con precisión. El contraataque del grupo del ejército alemán al día siguiente condujo a la batalla de Loigny-Poupry.